# Digitivalva bella
Digitivalva bella — вид лускокрилих комах родини акролепідів (Acrolepiidae). Ендемік Японії. Рослина-господар цього виду ідентифікована як Carpesium divaricatum Sieb. & Zucc. (родини айстрові). Личинки цього виду заляльковуються під тканиною господаря.

## Опис
Цей вид можна легко відрізнити від інших видів Digitivalva за яскраво-помаранчевим кольором із сріблясто-білими смужками на передньому крилі.